# Miss Mondo 2023
Miss Mondo 2023 è stata la 71ª edizione del concorso Miss Mondo; si è svolta il 9 marzo 2024 presso il Jio World Convention Center di Mumbai, in India.
Il concorso è stato vinto da Krystyna Pyszková, rappresentante della Repubblica Ceca; la vincitrice è stata incoronata dalla Miss in carica, Karolina Bielawska della Polonia. Si tratta della seconda vittoria per la Repubblica Ceca a Miss Mondo.
Al concorso hanno partecipato concorrenti provenienti da 112 paesi e territori. L'evento è stato presentato da Karan Johar e Miss Mondo 2013 Megan Young. In questa edizione, si sono esibiti Shaan, Neha Kakkar, Tony Kakkar e Miss Mondo 2019 Toni-Ann Singh.

## Risultati

### Classifica
| Posizione       | Concorrenti |
| --------------- | --- |
| Miss Mondo 2023 | - Rep. Ceca – Krystyna Pyszková |
| 2ª classificata | - Libano – Yasmina Zaytoun |
| Top 4           | - Botswana – Lesego Chombo - Trinidad e Tobago – Aché Abrahams |
| Top 8           | - Brasile – Letícia Frota - Inghilterra – Jessica Gagen - India – Sini Shetty - Uganda – Hannah Tumukunde |
| Top 12          | - Australia – Kristen Wright - Rep. Dominicana – Maria Victoria Bayo - Mauritius – Liza Gundowry - Spagna – Paula Pérez |
| Top 40          | - Belgio – Kedist Deltour - Belize – Elise-Gayonne Vernon - Camerun – Julia Samantha Edima - Canada – Jaime Vandenberg - Croazia – Lucija Begić - Francia - Clémence Botino - Gibilterra – Faith Torres - Indonesia – Audrey Vanessa Susilo - Italia – Rebecca Arnone - Kenya – Chantou Kwamboka - Madagascar – Antsaly Rajoelina - Malaysia – Wenanita Angang - Martinica – Axelle René - Nepal – Priyanka Rani Joshi - Nuova Zelanda – Navjot Kaur - Nigeria – Ada Eme - Perù – Lucía Arellano - Porto Rico – Elena Rivera - Somalia – Bahja Mohamoud - Sudafrica – Claude Mashego - Sud Sudan – Arek Abraham Albino - Tanzania – Halima Kopwe - Tunisia – Imen Mehrzi - Turchia – Nursena Say - Ucraina – Sofia Shamia - Vietnam – Huỳnh Nguyễn Mai Phương § - Galles – Darcey Corria - Zimbabwe – Nokutenda Marumbwa |

§ – Vincitrice Multimedia Challenge

### Regine Continentali
I titoli continentali vengono assegnati alle concorrenti che hanno conquistato le posizioni più alte in finale (eccetto la vincitrice assoluta).
| Titoli continentali | Concorrente                         |
| ------------------- | ----------------------------------- |
| Americhe            | - Brasile – Leticía Frota           |
| Caraibi             | - Trinidad e Tobago – Aché Abrahams |
| Africa              | - Botswana – Lesego Chombo          |
| Europa              | - Inghilterra – Jessica Gagen       |
| Asia                | - Libano – Yasmina Zaytoun          |
| Oceania             | - Australia – Kristen Wright        |

## Curiosità
In questa edizione, debutta il Togo.

## Concorrenti
A questa edizione, hanno partecipato 112 concorrenti:
| Paese/Territorio     | Concorrente                   | Età | Città d'origine         | Continente     |
| -------------------- | ----------------------------- | --- | ----------------------- | -------------- |
| Angola               | Florinda José                 | 21  | Luanda                  | Africa         |
| Argentina            | Mariela Fuchs                 | 22  | Misiones                | America        |
| Australia            | Kristen Wright                | 24  | Melbourne               | Asia & Oceania |
| Bangladesh           | Shammi Islam Nila             | 21  | Dhaka                   | Asia & Oceania |
| Belgio               | Kedist Deltour                | 26  | Nazareth                | Europa         |
| Belize               | Elise-Gayonne Vernon          | 21  | Biscayne                | America        |
| Bolivia              | Fernanda Rivero               | 20  | Santa Cruz de la Sierra | America        |
| Bosnia ed Erzegovina | Anđela Gajić                  | 18  | Banja Luka              | Europa         |
| Botswana             | Lesego Chombo                 | 22  | Gaborone                | Africa         |
| Brasile              | Letícia Frota                 | 20  | Manaus                  | America        |
| Bulgaria             | Ivana Subeva                  | 16  | Sofia                   | Europa         |
| Cambogia             | Sreypich Teng                 | 19  | Banteay Meanchey        | Asia & Oceania |
| Camerun              | Julia Samantha Edima          | 28  | Ebolowa                 | Africa         |
| Canada               | Jaime Vandenberg              | 27  | Lethbridge              | America        |
| Isole Cayman         | Leanni Tibbets                | 27  | George Town             | America        |
| Cile                 | Ámbar Zenteno                 | 28  | Santiago de Chile       | America        |
| Cina                 | Kexin Xu                      | 20  | Heilongjiang            | Asia & Oceania |
| Colombia             | Camila Pinzón                 | 28  | Duitama                 | America        |
| Costa Rica           | Krisly Salas                  | 24  | Alajuela                | America        |
| Costa d'Avorio       | Mylene Djihony                | 23  | Aboisso                 | Africa         |
| Croazia              | Lucija Begić                  | 23  | Zagabria                | Europa         |
| Curaçao              | Nashaira Balentien            | 26  | Willemstad              | America        |
| Rep. Ceca            | Krystyna Pyszková             | 25  | Třinec                  | Europa         |
| Danimarca            | Johanne Grundt Hansen         | 22  | Næstved                 | Europa         |
| Rep. Dominicana      | María Victoria Bayo           | 23  | Santo Domingo           | America        |
| Ecuador              | Annie Zambrano                | 24  | Salinas                 | America        |
| El Salvador          | Andrea Aguilar                | 20  | San Salvador            | America        |
| Inghilterra          | Jessica Gagen                 | 27  | Skelmersdale            | Europa         |
| Estonia              | Adriana Mass                  | 21  | Pärnu                   | Europa         |
| Etiopia              | Rgat Afewerki Ybrah           | 23  | Addis Abeba             | Africa         |
| Finlandia            | Adelaide Botty van den Bruele | 27  | Sonkajärvi              | Europa         |
| Francia              | Clémence Botino               | 27  | Baie-Mahault            | Europa         |
| Germania             | Aleksandra Modić              | 24  | Wetzlar                 | Europa         |
| Ghana                | Miriam Xorlasi                | 23  | Battor                  | Africa         |
| Gibilterra           | Faith Torres                  | 22  | Gibilterra              | Europa         |
| Grecia               | Samantha Misovic              | 19  | Chania                  | Europa         |
| Guadalupa            | Marie Hatchi                  | 27  | Basse-Terre             | America        |
| Guatemala            | Marcela Miranda               | 20  | Città del Guatemala     | America        |
| Guinea               | Makia Bamba                   | 25  | Conakry                 | Africa         |
| Guinea-Bissau        | Mirla Ferreira Dabó           | 27  | Bissau                  | Africa         |
| Guyana               | Andrea King                   | 26  | Georgetown              | America        |
| Haiti                | Valierie Alcide               | 28  | Pétion-Ville            | America        |
| Honduras             | Yelsin Almendarez             | 23  | Danlí                   | America        |
| Ungheria             | Boglárka Hacsi                | 23  | Miskolc                 | Europa         |
| India                | Sini Shetty                   | 22  | Udupi                   | Asia & Oceania |
| Indonesia            | Audrey Vanessa Susilo         | 24  | Manado                  | Asia & Oceania |
| Iraq                 | Balsam Hussein                | 27  | Baghdad                 | Asia & Oceania |
| Irlanda              | Ivanna McMahon                | 28  | Barefield               | Europa         |
| Italia               | Rebecca Arnone                | 21  | Torino                  | Europa         |
| Giamaica             | Shanique Singh                | 26  | Kingston                | America        |
| Giappone             | Kana Yamaguchi                | 25  | Toyama                  | Asia & Oceania |
| Kazakistan           | Tomiris Kakimova              | 25  | Astana                  | Asia & Oceania |
| Kenya                | Chantou Kwamboka              | 24  | Kisumu                  | Africa         |
| Libano               | Yasmina Zaytoun               | 21  | Kfarchouba              | Asia & Oceania |
| Lesotho              | Poelano Mothisi               | 23  | Maseru                  | Africa         |
| Liberia              | Veralyn Vonleh                | 20  | Monrovia                | Africa         |
| Macao                | Li Mengli                     | 25  | Macau                   | Asia & Oceania |
| Madagascar           | Antsaly Rajoelina             | 23  | Analamanga              | Africa         |
| Malaysia             | Wenanita Angang               | 27  | Kota Kinabalu           | Asia & Oceania |
| Malta                | Natalia Galea                 | 24  | La Valletta             | Europa         |
| Martinica            | Axelle René                   | 22  | Le Robert               | America        |
| Mauritius            | Liza Gundowry                 | 25  | Port Louis              | Africa         |
| Messico              | Alejandra Díaz                | 25  | San Luis Potosí         | America        |
| Moldavia             | Diana Spotarenko              | 20  | Gagauzia                | Europa         |
| Mongolia             | Bolor Bat-Erdene              | 24  | Ulan Bator              | Asia & Oceania |
| Montenegro           | Anđela Vukadinović            | 22  | Cattaro                 | Europa         |
| Marocco              | Sonia Aït Mansour             | 27  | Marrakech               | Africa         |
| Birmania             | Yoon Theint Theint Nway       | 19  | Pindaya                 | Asia & Oceania |
| Namibia              | Leone van Jaarsveld           | 27  | Swakopmund              | Africa         |
| Nepal                | Priyanka Rani Joshi           | 25  | Kathmandu               | Asia & Oceania |
| Paesi Bassi          | Amber Koelewijn               | 18  | Bunschoten              | Europa         |
| Nuova Zelanda        | Navjot Kaur                   | 27  | Auckland                | Asia & Oceania |
| Nicaragua            | Mariela Cerros                | 25  | Ocotal                  | America        |
| Nigeria              | Ada Eme                       | 24  | Abiriba                 | Africa         |
| Irlanda del Nord     | Kaitlyn Clarke                | 27  | Belfast                 | Europa         |
| Norvegia             | Andrea Farias                 | 20  | Kristiansand            | Europa         |
| Panama               | Kathleen Pérez                | 24  | Changuinola             | America        |
| Paraguay             | Dahiana Benítez               | 20  | Encarnación             | America        |
| Perù                 | Lucía Arellano                | 23  | Ucayali                 | America        |
| Filippine            | Gwendolyne Fourniol           | 23  | Himamaylan              | Asia & Oceania |
| Polonia              | Krystyna Sokołowska           | 25  | Białystok               | Europa         |
| Portogallo           | Catarina Ferreira             | 25  | Lisbona                 | Europa         |
| Porto Rico           | Elena Rivera                  | 19  | Toa Baja                | America        |
| Romania              | Ada-Maria Ileana              | 26  | Bucarest                | Europa         |
| Scozia               | Chelsie Allison               | 26  | Inverness               | Europa         |
| Senegal              | Fatou Lô                      | 21  | Dakar                   | Africa         |
| Serbia               | Anja Radić                    | 20  | Belgrado                | Europa         |
| Sierra Leone         | Daisy Princess Mujeh Abdulai  | 22  | Freetown                | Africa         |
| Singapore            | Oh Wei Qi                     | 24  | Singapore               | Asia & Oceania |
| Slovacchia           | Sophia Hrivňáková             | 22  | Banská Štiavnica        | Europa         |
| Slovenia             | Vida Milivojša                | 24  | Lubiana                 | Europa         |
| Somalia              | Bahja Mohamoud                | 22  | Beledweyne              | Africa         |
| Sudafrica            | Claude Mashego                | 24  | Bushbuckridge           | Africa         |
| Corea del Sud        | Lijin Kim                     | 23  | Seoul                   | Asia & Oceania |
| Sudan del Sud        | Arek Abraham Albino           | 21  | Juba                    | Africa         |
| Spagna               | Paula Pérez                   | 27  | Castellón de la Plana   | Europa         |
| Sri Lanka            | Kavindi Nethmini              | 27  | Colombo                 | Asia & Oceania |
| Svezia               | Stina Nordlander              | 26  | Kramfors                | Europa         |
| Tanzania             | Halima Kopwe                  | 23  | Mtwara                  | Africa         |
| Thailandia           | Tharina Botes                 | 27  | Phuket                  | Asia & Oceania |
| Togo                 | Chimène Moladja               | 24  | Lomé                    | Africa         |
| Trinidad e Tobago    | Aché Abrahams                 | 24  | Santa Cruz              | America        |
| Tunisia              | Imen Mehrzi                   | 28  | Tunisi                  | Africa         |
| Turchia              | Nursena Say                   | 25  | Istanbul                | Asia & Oceania |
| Uganda               | Hannah Tumukunde              | 20  | Nakaseke                | Africa         |
| Ucraina              | Sofia Shamia                  | 18  | Kiev                    | Europa         |
| Stati Uniti          | Victoria DiSorbo              | 25  | Pembroke Pines          | America        |
| Uruguay              | Tatiana Luna                  | 23  | Montevideo              | America        |
| Venezuela            | Ariagny Daboín                | 27  | Maracay                 | America        |
| Vietnam              | Huỳnh Nguyễn Mai Phương       | 24  | Biên Hòa                | Asia & Oceania |
| Galles               | Darcey Corria                 | 21  | Barry                   | Europa         |
| Zimbabwe             | Nokutenda Marumbwa            | 20  | Bulawayo                | Africa         |

Note:
1. ↑  Al momento della partecipazione